# Kasper Wedberg
Kasper Wedberg (Falun, ...) è un giocatore di football americano svedese che gioca nel ruolo di runningback per gli Stockholm Mean Machines.
In precedenza ha militato nei Dalecarlia Rebels, negli Örebro Black Knights, nei Falcons de Bron-Villeurbanne e nei Black Panthers de Thonon. Avrebbe dovuto giocare la stagione 2020 nei New Yorker Lions, ma il campionato tedesco è stato annullato a causa della pandemia di COVID-19.

## Palmarès
- 1 SM-Final (Örebro Black Knights, 2021)
- 1 Casque de Diamant (Black Panthers de Thonon, 2019)